# Pusa (rod)
Pusa je rod tuleňů, který zahrnuje tři úzce příbuzné druhy původně zahrnuté v rodu Phoca.

## Systematika
Rod byl poprvé popsán rakouským přírodovědcem Giovannim Antoniem Scopolim v roce 1771. Výraz Pusa je domorodý název tuleně kroužkovaného mezi Inuity z Grónska a severovýchodní Severní Ameriky. Vztahy v rámci rodu Pusa zachycuje následující kladogram založený na morfologických studiích a analýzách DNA Churchilla a Berty (2012):
|  | \| \| Tuleň kroužkovaný \| \| \| \| \| \| Tuleň bajkalský \| \| \| \| |
|  |                                                                       |
|  | Tuleň kaspický                                                        |
|  |                                                                       |
|  | Tuleň kroužkovaný                                                     |
|  |                                                                       |
|  | Tuleň bajkalský                                                       |
|  |                                                                       |

|  | Tuleň kroužkovaný |
|  |                   |
|  | Tuleň bajkalský   |
|  |                   |

|  | \| \| Tuleň kroužkovaný \| \| \| \| \| \| Tuleň bajkalský \| \| \| \| |
|  |                                                                       |
|  | Tuleň kaspický                                                        |
|  |                                                                       |
|  | Tuleň kroužkovaný                                                     |
|  |                                                                       |
|  | Tuleň bajkalský                                                       |
|  |                                                                       |

|  | Tuleň kroužkovaný |
|  |                   |
|  | Tuleň bajkalský   |
|  |                   |

Tuleň bajkalský a kaspický jsou v rámci ploutvonožců poměrně unikátní v tom, že obývají vnitrozemní vodní plochu. Není přitom zcela jasné, jak a kdy tam dorazili. Podle analýzy mitochondriální DNA se zdá, že prapředek tuleně bajkalského se do jezera Bajkal dostal přes řeku Jenisej z arktických moří před cirka 400 000 lety, načež se vyvinul do samostatného druhu. To je nicméně v rozporu s výsledky jiných studií, podle kterých speciace rodu Pusa nastala někdy před 2−3 miliony lety.

### Druhy
- Tuleň kroužkovaný (Pusa hispida)
- Tuleň bajkalský (Pusa sibirica)
- Tuleň kaspický (Pusa caspica)